# Aliabad-e Bar Anazar
Aliabad-e Bar Anazar (perski: علي آباد برانازار) – wieś w Iranie, w ostanie Lorestan. W 2006 roku miejscowość liczyła 42 mieszkańców w 11 rodzinach.